# Маріно Перані
Маріно Перані (італ. Marino Perani, нар. 27 жовтня 1939, Понте-Носса — 18 жовтня 2017) — італійський футболіст, що грав на позиції нападника. По завершенні ігрової кар'єри — футбольний тренер.
Виступав, зокрема, за «Болонью», з якою став чемпіоном Італії, дворазовим володарем Кубка Італії та володарем Кубка Мітропи, а також національну збірну Італії.

## Клубна кар'єра
Народився 27 жовтня 1939 року в місті Понте-Носса. Вихованець футбольної школи клубу «Аталанта». Дорослу футбольну кар'єру розпочав 1956 року в основній команді того ж клубу, в якій провів два сезони, взявши участь у 31 матчі чемпіонату.
1958 року, після вильоту «Аталанти» з Серії А, перейшов у «Болонью», де провів один сезон, після чого на рік вирушив до «Падови», але 1962 року знову став гравцем «Болоньї». Цього разу відіграв за болонську команду наступні чотирнадцять сезонів своєї ігрової кар'єри. Більшість часу, проведеного у складі «Болоньї», був основним гравцем атакувальної ланки команди, граючи з такими бомбардирами як Гельмут Галлер, Гаральд Нільсен та Джакомо Бульгареллі. За цей час виборов з командою титул чемпіона Італії, двічі ставав володарем Кубка Італії та одного разу Кубка Мітропи.
Завершив професійну ігрову кар'єру у канадському клубі «Торонто Метрос-Кроейша», за який виступав протягом 1974—1975 років.

## Виступи за збірні
Залучався до складу молодіжної збірної Італії. На молодіжному рівні зіграв в одному офіційному матчі, забив 2 голи. Згодом виступав у складі другої збірної Італії. У складі цієї команди провів 2 матчі.
14 червня 1966 року дебютував в офіційних матчах у складі національної збірної Італії в товариській грі проти збірної Болгарії, в якому відзначився єдиним голом за збірну.
У липні того ж року складі збірної був учасником чемпіонату світу 1966 року в Англії, де зіграв у двох матчах, після чого за збірну більше не грав.
Всього протягом кар'єри у національній команді провів у формі головної команди країни 4 матчі, забивши 1 гол.

## Кар'єра тренера
По завершенні ігрової кар'єри залишився у структурі «Болоньї», а в січні очолює основну команду. Проте провівши тільки сім ігор у чемпіонаті, в яких не здобув жодної перемоги (3 нічиї і 4 поразки) Перані був звільнений і заамінений на Чезаріно Червеллаті, який зміг врятувати команду від вильоту. Тим не менш перед початком сезону 1979/80 нове керівництво клубу повернуло Перані на посаду головного тренера, який цього разу зумів врятувати команду від вильоту, але в кінці сезону все-одно був звільнений.
Влітку 1980 року Маріно очолив «Удінезе», проте був звільнений вже по ходу турніру і наступного року очоли клуб Серії В «Брешія», але не зміг уникнути вильоту з ним до Серії С1.
У сезоні 1982/83 Перані працював у Серії С1 з клубом «Салернітана», після чого очолив «Парму», що грала в цьому ж дивізіоні. З пармезанцями Перані посів перше місце у своїй групі і вийшов до Серії В, але в наступному сезоні вилетів назад, після чого покинув клуб.
Надалі очолював нижчолігові італійські клуби «Падова», «Санремезе», «Реджяна» та «Равенна».
Останнім місцем тренерської роботи був клуб «Іперцола» з п'ятого за рівнем дивізіону країни, головним тренером якого Маріно Перані був до 1998 року.

## Статистика виступів

### Клубна
| Чемпіонат | Чемпіонат                | Чемпіонат | Ліга | Ліга |
| Сезон     | Клуб                     | Ліга      | Ігри | Голи |
| Італія    | Італія                   | Італія    | Ліга | Ліга |
| --------- | ------------------------ | --------- | ---- | ---- |
| 1956-57   | «Аталанта»               | Серія A   | 2    | 0    |
| 1957-58   | «Аталанта»               | Серія A   | 29   | 6    |
| 1958-59   | «Болонья»                | Серія A   | 25   | 3    |
| 1959-60   | «Падова»                 | Серія A   | 28   | 8    |
| 1960-61   | «Болонья»                | Серія A   | 29   | 10   |
| 1961-62   | «Болонья»                | Серія A   | 27   | 12   |
| 1962-63   | «Болонья»                | Серія A   | 17   | 4    |
| 1963-64   | «Болонья»                | Серія A   | 28   | 6    |
| 1964-65   | «Болонья»                | Серія A   | 22   | 2    |
| 1965-66   | «Болонья»                | Серія A   | 25   | 8    |
| 1966-67   | «Болонья»                | Серія A   | 28   | 4    |
| 1967-68   | «Болонья»                | Серія A   | 13   | 5    |
| 1968-69   | «Болонья»                | Серія A   | 15   | 0    |
| 1969-70   | «Болонья»                | Серія A   | 27   | 3    |
| 1970-71   | «Болонья»                | Серія A   | 18   | 2    |
| 1971-72   | «Болонья»                | Серія A   | 25   | 4    |
| 1972-73   | «Болонья»                | Серія A   | 16   | 2    |
| 1973-74   | «Болонья»                | Серія A   | 6    | 0    |
| США       | США                      | США       | Ліга | Ліга |
| 1975      | «Торонто Метрос-Кроейша» | NASL      | 8    | 1    |
| Країна    | Італія                   | Італія    | 380  | 79   |
| Країна    | США                      | США       | 8    | 1    |
| Всього    | Всього                   | Всього    | 388  | 80   |

### Статистика виступів за збірну
| Дата       | Місто      | Господарі      | Результат | Гості     | Турнір             | Голи | Примітки |
| ---------- | ---------- | -------------- | --------- | --------- | ------------------ | ---- | -------- |
| 14/06/1966 | Болонья    | Італія         | 6 – 1     | Болгарія  | товариський матч   | 1    |          |
| 22/06/1966 | Турин      | Італія         | 3 – 0     | Аргентина | товариський матч   | -    |          |
| 13/07/1966 | Сандерленд | Італія         | 2 – 0     | Чилі      | ЧС 1966 - 1-й етап | -    |          |
| 19/07/1966 | Мідлсбро   | Північна Корея | 1 – 0     | Італія    | ЧС 1966 - 1-й етап | -    |          |
| Усього     |            | Матчів         | 4         |           | Голів              | 1    |          |

## Титули і досягнення

### Як гравця
- Чемпіон Італії (1):

«Болонья»: 1963–1964
- Володар Кубка Італії (2):

«Болонья»: 1969–1970, 1973–1974
- Володар Кубка Мітропи (1):

«Болонья»: 1961